# Cửa khẩu Hoa Lư
Cửa khẩu Quốc tế Hoa Lư là cửa khẩu quốc tế đường bộ tại vùng đất xã Lộc Thạnh, tỉnh Đồng Nai, Việt Nam.
Cửa khẩu Quốc tế Hoa Lư thông thương với Cửa khẩu Trapeang Sre tại huyện Snuol, tỉnh Kratié, Campuchia.
Đây là điểm cuối của Quốc lộ 13 tại Km 140.

## Khu kinh tế cửa khẩu
Khu kinh tế cửa khẩu Hoa Lư, trước gọi là Khu kinh tế cửa khẩu Bonuê, được thành lập vào tháng 1 năm 2005.
Phạm vi của khu kinh tế này bao trùm 3 xã Lộc Thái, Lộc Tấn, Lộc Hòa và thị trấn Lộc Ninh. Toàn khu rộng 283,64 km².
Việc thành lập Khu kinh tế cửa khẩu Hoa Lư nhằm mục đích tạo tiền đề cho sự phát triển mới cho một vùng kinh tế động lực của tỉnh Bỉnh Phước là vùng Hoa Lư - Chơn Thành.
Hiện nay, Quốc lộ 13 là tuyến giao thông quan trọng nối khu kinh tế với Thành phố Hồ Chí Minh. Trong tương lai, đường sắt xuyên Á sẽ được xây dựng chạy qua cửa khẩu Hoa Lư và khu kinh tế này.
Cuối năm 2009, Thủ tướng Chính phủ Việt Nam đã ký quyết định phê duyệt quy hoạch chung xây dựng khu kinh tế cửa khẩu Hoa Lư đến năm 2025.